# Alfons von Boddien

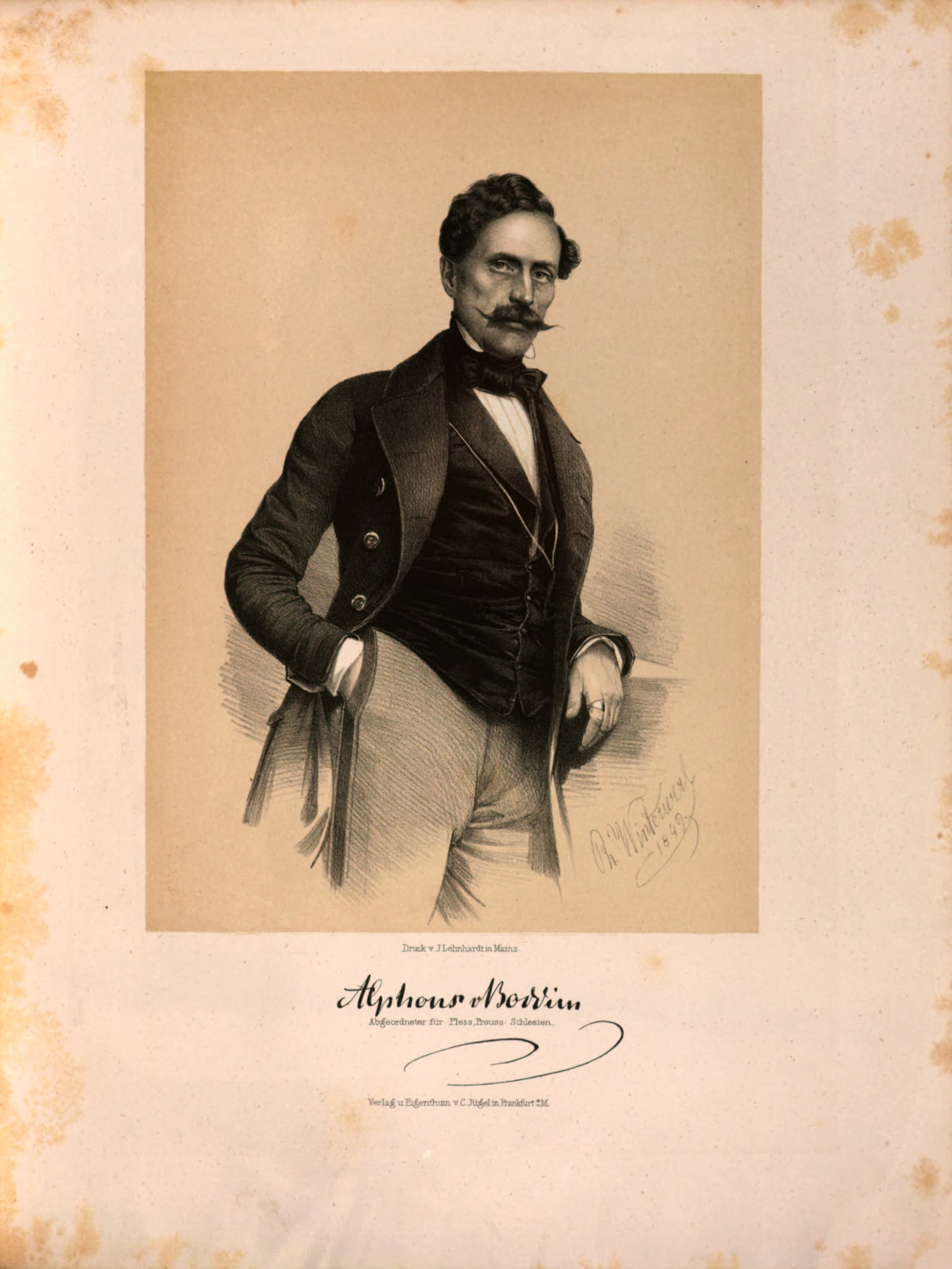
Alfons von Boddien

Friedrich Ludwig Eduard Alfons von Boddien, auch Alphons (* 20. Februar 1802 in Ludwigslust; † 31. Januar 1857 in Gleiwitz) war ein deutscher Offizier, Karikaturist und Mitglied der Frankfurter Nationalversammlung 1848/49.

## Leben
Alfons von Boddien war der Sohn des großherzoglichen Adjutanten und späteren Generalmajors Johann Caspar von Boddien und seiner Frau Henriette, geborene von Dewitz. Er war das älteste von fünf Geschwistern. Nach erstem Schulunterricht zu Hause kam er 1815 auf das Pädagogium in Halle (Saale). Schon als Schüler zeigte er Talent für Malerei und Poesie. Er schlug jedoch die Offizierslaufbahn ein und wurde am 10. April 1818 Sekondeleutnant in der Großherzoglich Mecklenburgischen Grenadier-Garde. Nach acht Jahren nahm er seinen Abschied aus mecklenburgischen Diensten  und wurde, nachdem er im November 1827 das preußische Offizierexamen abgelegt hatte, als Sekondeleutnant in das 2. Garde-Ulanen-Regiment übernommen.
1835 kam er als Premierleutnant in das 2. Ulanen-Regiment und wurde am 22. Januar 1847 Rittmeister und Chef einer Eskadron in Pleß. Als im Herbst 1847 in Oberschlesien Hungertyphus ausbrach, wurde Boddien zum Militärkommissar für die Kreise Rybnik und Pleß ernannt und organisierte die Hilfsmaßnahmen des preußischen Militärs. Im Februar 1848 rückte das 2. Ulanen-Regiment infolge der Revolution in Krakau ein. Nach der Unterdrückung der Revolution durch russische, österreichische und preußische Truppen wurde Boddien zur Teilnahme an der Untersuchungskommission unter dem österreichischen Feldmarschall-Lieutenant Heinrich Graf Castiglioni (1790–1853) abgeordnet.
Im April 1848 wurde er vom Wahlkreis 34 in Schlesien (Kreis Pleß) fast einstimmig zum Mitglied der Nationalversammlung in Frankfurt am Main gewählt. Hier gehörte er der konservativen Café-Milani-Fraktion an und hat sich weniger durch seine nicht sehr zahlreichen Redebeiträge, sondern eher durch seine zahlreichen Karikaturen einen Namen gemacht, mit denen er die Beratungen der Nationalversammlung und ihre Abgeordneten aufs Korn nahm. In Selbst-Karikaturen zeichnete er sich als Nationalpinsel oder Reichspinsel. Eduard Fuchs sagt über ihn: Boddien war kein Künstler, sondern nur ein mäßiger Dilettant, aber er hatte sehr viel und mitunter gar nicht üble witzige Einfälle. Zu seinen bekanntesten und am meisten verbreiteten Karikaturen zählt Drei deutsche Professoren entwerfen den Entwurf des Entwurfs für die Verfassung des deutschen Reichsheeres, in der die angebliche Umständlichkeit und Langwierigkeit der Verhandlungen der Frankfurter Nationalversammlung karikiert wird. Diese Karikatur wurde vor allem nach dem Scheitern der Revolution als gelungene graphische Formulierung der Kritik am weltfremden „Professorenparlament“ voll unpraktischer Theoretiker geschätzt und deshalb häufig in historischen Darstellungen reproduziert.

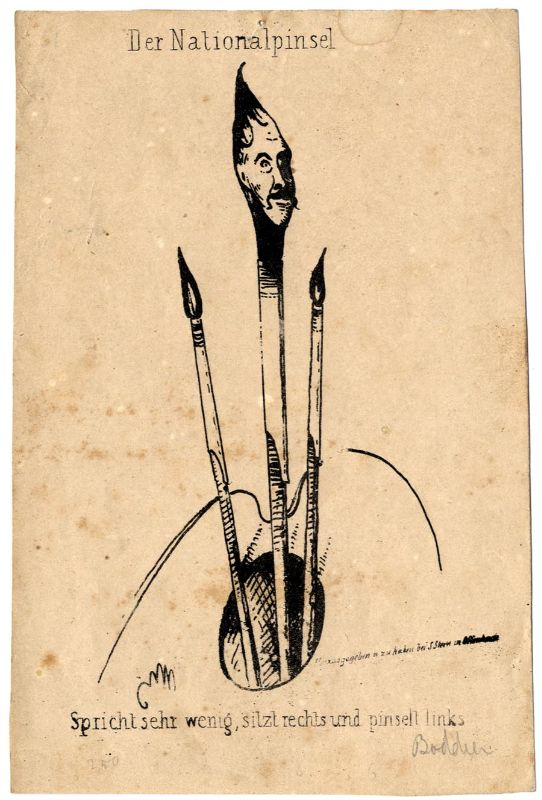
Selbstkarikatur als Nationalpinsel: Spricht sehr wenig, sitzt rechts und pinselt links
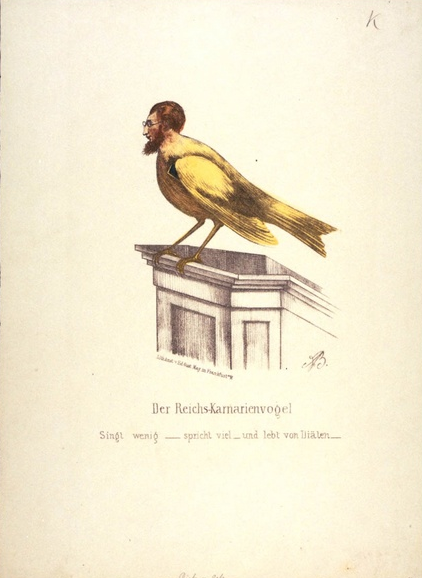
Gustav Adolph Rösler als Reichskanarienvogel: Singt wenig - spricht viel - lebt von Diäten
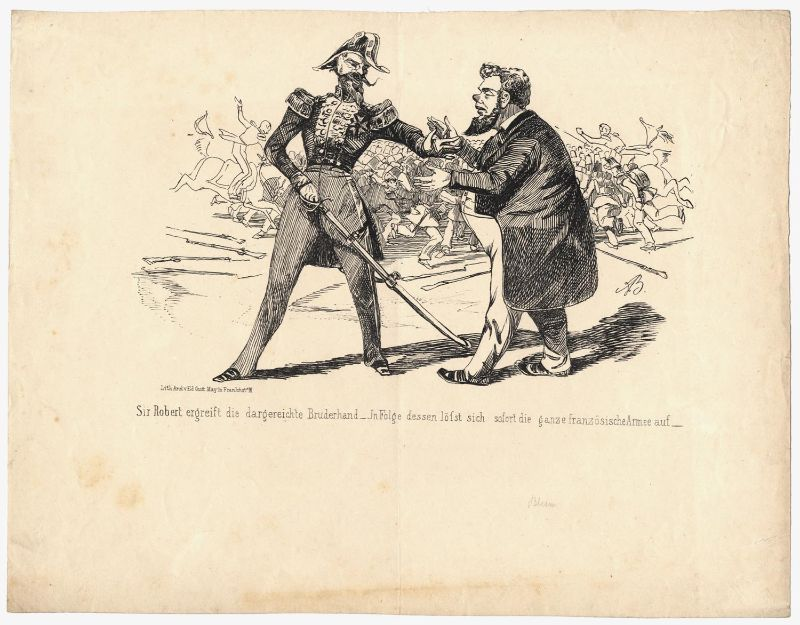
Karikatur auf Robert Blums Ansichten zur Frankreich-Politik: Sir Robert ergreift die dargereichte Bruderhand. - In Folge dessen lößt sich sofort die ganze französische Armee auf.
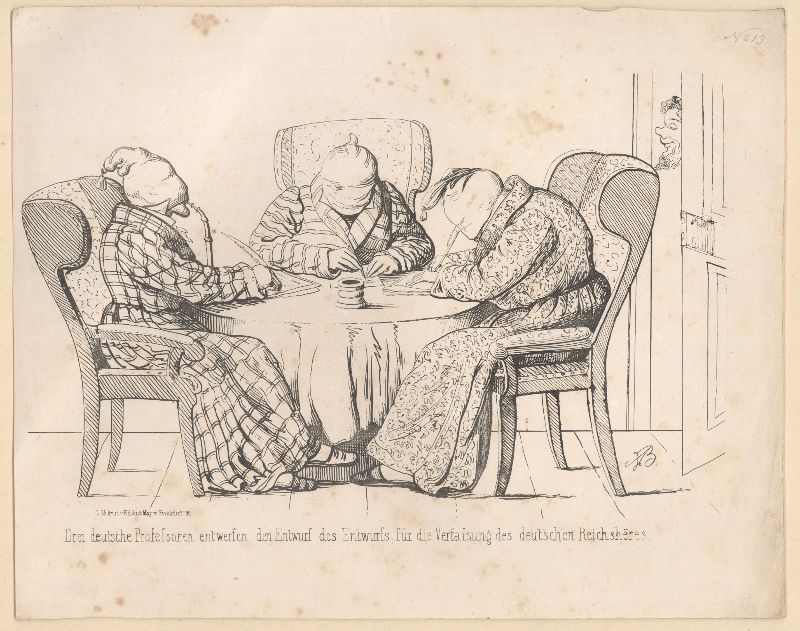
Drei deutsche Professoren entwerfen den Entwurf des Entwurfs für die Verfassung des deutschen Reichsheeres

Ab August 1848 wurde Boddien zur Dienstleistung ins Reichs-Kriegsministerium abkommandiert. Am 18. September 1848 schloss er sich beim Frankfurter Aufstand in Zivilkleidung den einrückenden Darmstädter Truppen bei der Niederschlagung des Aufstands an. Von der Freien Stadt Frankfurt erhielt er als Dank einen Ehrensäbel mit der Aufschrift: „Dem braven Rittmeister v. Boddien — die dankbare Stadt Frankfurt.“
Im Oktober 1848 ernannte ihn König Friedrich Wilhelm IV. zu seinem Flügeladjutanten und, nachdem sich Boddien 1849 dem Feldzug zur Niederschlagung der Badischen Revolution angeschlossen hatte, mit Wirkung vom 1. Januar 1850 zum Major. Am 17. März 1853 wurde er zum Kommandeur des 2. Ulanen-Regiments und am 20. März 1853 zum Oberstleutnant ernannt. Im Februar 1856 erlitt er einen schweren Dienstunfall, als sich sein Pferd überschlug. Er erholte sich noch einmal und kehrte im Oktober mit gleichzeitiger Beförderung zum Oberst in den Dienst zurück.

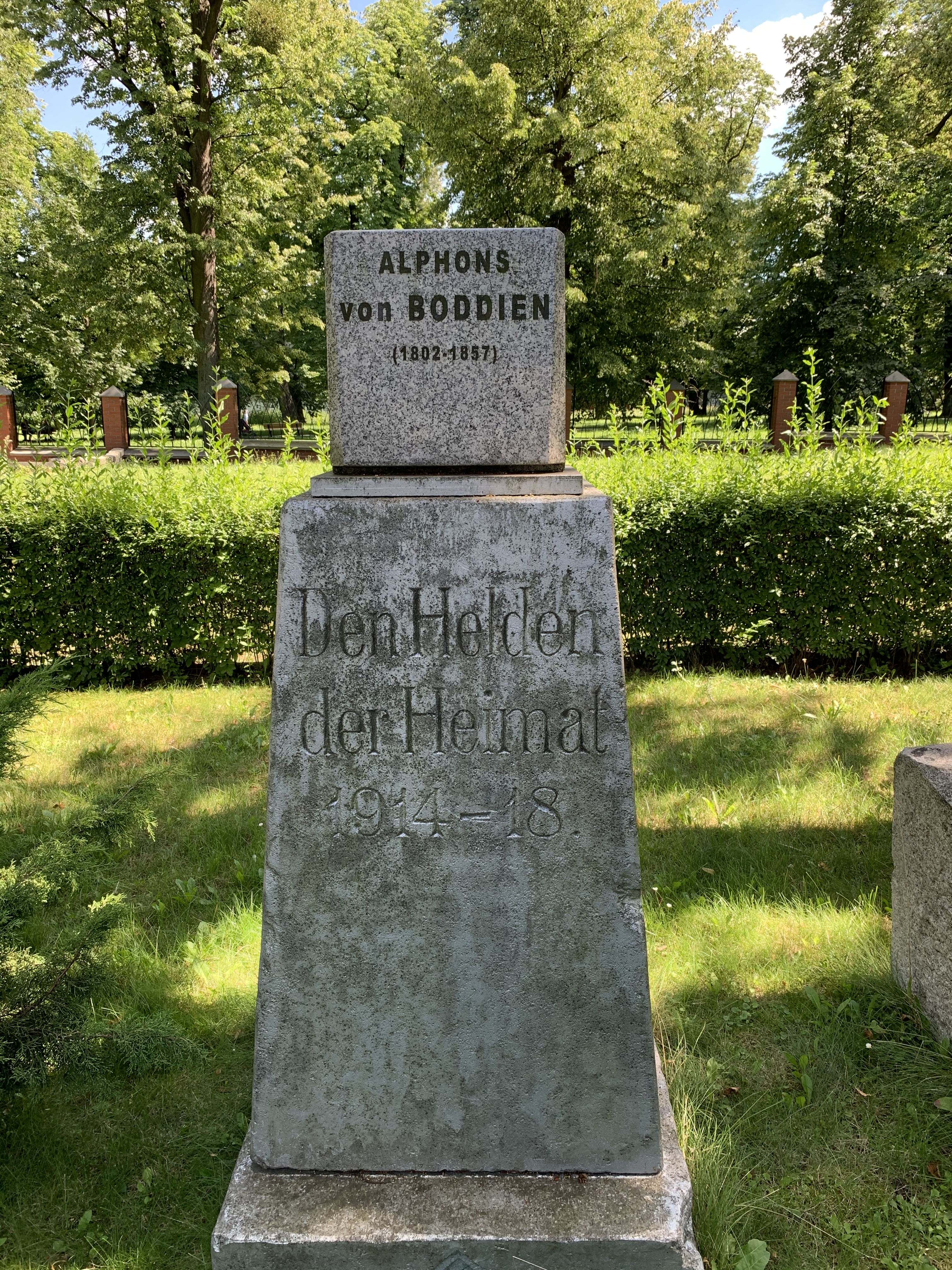
Grabmal Alfons von Boddien in Gleiwitz

Wenig später, im Januar 1857, starb er jedoch nach kurzer Krankheit an Nervenfieber.

## Familie
Er heiratete 10. November 1835 Mathilde von Poremski (* 1815), eine Tochter des Gutsherren von Poremski auf Orwontowitz. Aus der Ehe ging die Tochter Harriet (* 1842) hervor, die 1862 den späteren Oberst und Kommandeur des Infanterie-Regiment Nr. 94 Julius Anton Karl von Bessel († 5. Oktober 1870) heiratete.

## Auszeichnungen
- Königlich Preußischer St. Johanniter-Orden 1848, damit ab 1852 Ehrenritter des Johanniterordens
- Ritterkreuz des Ordens vom Zähringer Löwen
- Ritterkreuz des Guelphen-Ordens
- Komtur II. Klasse des Herzoglich Sachsen-Ernestinischen Hausordens mit Schwertern
- Militär-Gedächtnis-Medaille von 1849
- Komtur II. Klasse des Militär-Karl-Friedrich-Verdienstordens im August 1849
- Roter Adlerorden IV. Klasse mit Schwertern im September 1849
- Kommandeur II. Klasse des Ordens Heinrichs des Löwen
- Ritterkreuz des Ö.-k-. Leopold-Ordens
- Roter Adlerorden III. Klasse am 4. März 1852
- Sankt-Stanislaus-Orden II. Klasse mit der Krone im Juni 1852
- Russischer Orden der Heiligen Anna II. Klasse

## Werke
- Thaten und Meinungen des Herrn Piepmeyer Abgeordneten zur constituirenden Nationalversammlung zu Frankfurt am Main. - Frankfurt am Main: Jügel, 1848–1849. Digitalisierte Ausgabe der Universitäts- und Landesbibliothek Düsseldorf